# 米特基夫 (海辛區)
48°46′53″N 29°37′11″E / 48.78139°N 29.61972°E
米特基夫（烏克蘭語：Митків），是烏克蘭的村落，位於該國西南部文尼察州，由海辛區負責管轄，始建於1545年，面積2.62平方公里，海拔高度245米，2001年該村落人口740。